# Sénat de l'Indiana
Capitole de l'État de l'Indiana, Indianapolis
Le Sénat de l'Indiana (en anglais : Indiana Senate) est la chambre haute de l'Assemblée générale de l'Indiana, l'organe législatif de l'État américain de l'Indiana.

## Système électoral
Le Sénat de l'Indiana est composé de 50 sièges pourvus pour quatre ans mais renouvelé par moitié tous les deux ans au scrutin uninominal majoritaire à un tour dans autant de circonscriptions que de sièges à pourvoir.
Les conditions requises pour devenir membre du Sénat sont : 
- être âgé d'au moins vingt-cinq ans ;
- être citoyen de l'État depuis au moins deux ans ;
- ne pas être un électeur qualifié de l'État ;
- résider dans la circonscription dans laquelle il ou elle est candidat(e) au moins l'année avant l'élection.

## Siège
Le Sénat de l'Indiana siège au Capitole de l'État de l'Indiana, situé à Indianapolis.